# Боядейро, Марко Антонио
Марко Анто́нио Рибейро (порт.-браз. Marco Antônio Ribeiro; 13 июня 1965, Паулу-ди-Фария, по другим данным Америку-ди-Кампус), более известен как Марко Анто́нио Боядейро (порт.-браз. Marco Antônio Boiadeiro) или просто Боядейро (порт.-браз. Boiadeiro) — бразильский футболист, полузащитник.

## Карьера
Марко Антонио Боядейро родился и вырос на ферме Преси в Паулу-ди-Фария. По другим данным он родился в городе Америку-ди-Кампус. Семья была очень бедной, потому жила в глинобитном доме. Марко Антонио начал играть в футбол в школьной команде. Там его заметил один из игроков клуба «Ботафого» из Рибейран-Прету и пригласил юношу пройти просмотр в команде. В возрасте 15 лет Марко Антонио прошёл просмотр в академии «Ботафого», и стал единственным среди 40 человек, получившим от клуба одобрение на переход в команду. В молодёжке «Ботафого» Боядейро выступал на позиции центрального полузащитника вместе с Раи, и они оба в 1984 году перешли в основной состав команды, где дебютировал в матче с клубом «Интернасьонал Лимейра» (0:0). Там Марко Антонио выступал до 1986 года, после чего был арендован клубом «Гуарани». В первом же сезоне футболист помог команде выиграть серебряные медали чемпионата страны, при этом сам футболист в финальной игре с «Сан-Паулу» забил один из голов своей команды, однако та проиграла со счётом 3:4. По окончании сезона «Гуарани» выкупил контракт футболиста. В 1987 году клуб вновь вышел в финал чемпионата, но снова проиграл, на этот раз команде «Спорт Ресифи». А годом позже клуб дошёл до финала Лига Паулиста|чемпионата штата, но там его оставил «Коринтианс». В январе 1989 года Марко Антонио был куплен «Васко да Гамой». В 1989 году он выиграл свой первый трофей — золотые медали чемпионата Бразилии, в финале которого был обыгран «Сан-Паулу». Годом позже был выигран другой трофей — Кубок Гуанабара. Однако Марко Антонио не нравилась активный ритм жизни в Рио-де-Жанейро, из-за чего он начал искать варианты покинуть «Васко». Всего за клуб он провёл 60 матчей и забил 4 гола.
В 1991 году Боядейро перешёл в клуб «Крузейро». 3 февраля он дебютировал в составе команды в матче с «Интернасьоналом» (0:0). 19 мая Марко Антонио забил первый мяч за «Крузейро», поразив ворота «Палмейраса» (2:0). За три сезона в команде полузащитник выиграл два Суперкубка Либертадорес, чемпионат штата Минас-Жерайс и Кубок Бразилии. Во время встречи с клубом «Валериодосе» Боядейро выбежал за пределы с поля и сильно ударился головой об бетонную скамейку. От удара он выбил несколько зубов и сломал лицевые кости в трёх местах. Футболист сразу же потерял сознание и пришёл в себя только в машине скорой помощи. Марко Антонио долго восстанавливался, у него даже на фоне травмы развилась депрессия. Из-за этого главный тренер команды Карлос Алберто Силва перестал доверять Боядейро и настоял на его уходе. Всего Марко Антонио сыграл за «Крузейро» в 134 матчах, из которых 111 были официальными встречами, и забил 10 голов. Последний матч за клуб футболист провёл 10 ноября 1993 года против «Коринтианса» (1:2). Тогда же у него зародилась дружба с молодым форвардом команды Роналдо, которого Марко Антонио часто помогал советами на начальном этапе его карьеры.
Во время игры за «Крузейро» Боядейро вызывался в состав сборной Бразилии. В её составе он дебютировал 6 июня 1993 года в матче с США на Кубок США (2:0). В том же году футболист был приглашён в состав национальный команды для участия в Кубке Америки. Там он сыграл во всех четырёх матчах. В четвертьфинале бразильцы играли со сборной Аргентины. Основное время завершилось вничью (1:1). В серии пенальти по шесть игроков у каждой из команды свои попытки реализовали. Седьмой пенальти бил Боядейро, но его удар отразил Серхио Гойкочеа. А аргентинец Борельи, бивший следом, забил. В результате Аргентина прошла дальше, а сборная Бразилии вылетела с турнира. Более того, по итогам первенства аргентинцы выиграли золотые медали. Более за национальную команду Марко Антонио не выступал. Позже он сказал: «Это был худший момент в моей футбольной карьере». Футболист даже заявлял, что именно этот промах стал причиной того, что он не поехал на чемпионат мира в 1994 году. А также он говорил, что Марио Загалло берёт в сборную только «игроков от агентов».
В начале 1994 года Боядейро стал игроком «Фламенго». 6 февраля он дебютировал в составе команды в матче с «Мадурейрой» (1:1). Всего за клуб футболист сыграл в 15 матчах, причиной чему он назвал несколько полученных травм. Весной того же года он перешёл в «Коринтианс». 21 мая Марко Антонио сыграл первую встречу в составе команды против «Палмейраса» (1:3). Годом позже он выиграл с командой Кубок Бразилии, в розыгрыше которого правда сыграл лишь одну встречу и чемпионат штата Сан-Паулу. Всего за «Коринтианс» Боядейро провёл 25 матчей и забил два гола. В 1996 году Боядейро играл за клубы «Рио-Бранко» и команду «Анаполис», с которой дошёл до финала чемпионата штата Гоияс. В 1997 году он перешёл в клуб «Америка Минейро». В первый же год он помог команде выиграть серию B чемпионата страны. Марко Антонио говорил: «Это было то время, когда я был на закате своей карьеры. Я возродился в „Америке“. Именно они дали мне этот шанс». В клубе Боядейро всё устраивало, и коллектив, и руководство команды, однако в 1998 году у полузащитника случился конфликт с главным тренером команды Элио дос Анжосом, который, по его словам, использовал «странные методы работы». Позже Марко Антонио сказал, что именно Анжос «стал тем, кто потопил „Америку“». После конфликта футболист покинул клуб. В 1998 году Боядейро перешёл в «Атлетико Минейро». 23 февраля он сыграл первую встречу за команду против «Жувентуде» (0:0). А всего за клуб провёл 19 матчей. 17 января 1999 года Марко Антонио последний раз вышел на поле в форме «Атлетико» в игре со сборной города Итауна (1:0). Затем футболист играл за «Униан Барбаренсе». Годом позже Боядейро перешёл в клуб «Санкарленсе», где и завершил карьеру. В мае 2013 года он ненадолго возвратился в футбол, чтобы провести несколько матчей за «Танаби», выступавшем в четвёртом дивизионе чемпионата штата.
Завершив карьеру, Марко Антонио поселился в городе Полони. Бывший футболист не хотел заниматься тренерской деятельностью, также он не хотел комментировать матчи. Боядейро занялся фермерством, разводя крупный рогатый скот и выращивая сахарный тростник на фермах в Полони и Паранапуане. Также он открыл футбольную академию Boiadeiro Assessoria Esportiva, которая имеет несколько представительств в разных городах и в которой занимаются футболом около 300 мальчиков в возрасте от 11 до 18 лет. Боядейро играл за ветеранские команды, а также выступал в шоуболе.

## Международная статистика
| Матчи Марко Антонио Боядейро за сборную Бразилии | Матчи Марко Антонио Боядейро за сборную Бразилии | Матчи Марко Антонио Боядейро за сборную Бразилии | Матчи Марко Антонио Боядейро за сборную Бразилии | Матчи Марко Антонио Боядейро за сборную Бразилии | Матчи Марко Антонио Боядейро за сборную Бразилии | Матчи Марко Антонио Боядейро за сборную Бразилии |
| ------------------------------------------------ | ------------------------------------------------ | ------------------------------------------------ | ------------------------------------------------ | ------------------------------------------------ | ------------------------------------------------ | ------------------------------------------------ |
| №                                                | Дата                                             | Место проведения                                 | Оппонент                                         | Счёт                                             | Голы                                             | Турнир                                           |
| 1                                                | 6 июня 1993                                      | Нью-Хейвен                                       | США                                              | 2:0                                              | —                                                | Кубок США                                        |
| 2                                                | 18 июня 1993                                     | Куэнка                                           | Перу                                             | 0:0                                              | —                                                | Кубок Америки                                    |
| 3                                                | 21 июня 1993                                     | Куэнка                                           | Чили                                             | 2:3                                              | —                                                | Кубок Америки                                    |
| 4                                                | 24 июня 1993                                     | Куэнка                                           | Парагвай                                         | 3:0                                              | —                                                | Кубок Америки                                    |
| 5                                                | 27 июня 1993                                     | Гуаякиль                                         | Аргентина                                        | 1:1                                              | —                                                | Кубок Америки                                    |

## Достижения

### Командные
- Чемпион Бразилии: 1989
- Обладатель Кубка Гуанабара: 1990
- Обладатель Суперкубка Либертадорес: 1991, 1992
- Чемпион штата Минас-Жерайс: 1992
- Обладатель Кубка Бразилии: 1993, 1995
- Чемпион штата Сан-Паулу: 1995

### Личные
- Член символической сборной Южной Америки: 1992

## Личная жизнь
Марко Антонио женат на девушке Кристине. У них двое дочерей — Ана Беатрис и Наталия.
Боядейро очень боиться летать на самолётах. Он говорил: «Каждый полёт был для меня мучением». А особенно сильные эмоции вызывала турбулентность: «Я не мог пошевелиться. Я трясся, боясь, что эта штука упадёт вместе со мной. Я думал, что самолет развалится пополам».